# 분노의 추격자
《분노의 추격자》(영어: Last Seen Alive)는 미국에서 제작된 브라이언 굿맨 감독의 2022년 액션 스릴러 영화이다. 제라드 버틀러가 주인공으로 출연하고 제작에도 참여하였다.

## 줄거리
부유한 부동산 개발업자 윌은 아내 리사를 리사 부모님 댁에 데려다주던 중 주유소에 정차한다. 잠시 눈을 뗀 사이 리사는 그대로 사라져버린다.
윌은 리사의 불륜 등 결혼 생활에 문제가 있었다는 이유로 용의자로 의심 받는다. 곧 윌은 주유소 직원이 멀쩡히 작동 중인 CCTV가 고장났다고 거짓말을 했다는 걸 알아내고, 리사의 행방을 필사적으로 찾기 시작하는데...

## 출연
- 제라드 버틀러 - 윌 스팬 역
- 제이미 알렉산더 - 리사 스팬 역
- 러셀 혼즈비 - 패터슨 형사 역
- 이선 엠브리 - 너클스, 애덤스가 일꾼 역
- 마이클 어비 - 오스카, 주유소 직원 역
- 브루스 올트먼 - 배리 애덤스, 리사의 아버지 역